# Hugues Frayer
Pour les articles homonymes, voir Frayer.
Hugues Frayer (né le 31 janvier 1923 à Paris et mort dans la même ville le 28 avril 1996) est un athlète français, spécialiste des épreuves combinées.

## Biographie
Il participe à deux éditions des Jeux olympiques : éliminé en demi-finale du 110 mètres haies aux Jeux olympiques d'été de 1948, il se classe 11e du décathlon lors des Jeux olympiques d'été de 1952.